# Zwieselberg (Antarktika)
Der Zwieselberg ist ein 2970 m (nach anderer Angabe 2847 m) hoher und stark zergliederter Berg im ostantarktischen Königin-Maud-Land. Er ragt als nördlicher Abschnitt des Pieckrückens in den Petermannketten des Wohlthatmassivs auf.
Entdeckt und nach seiner gegabelten Form deskriptiv benannt wurde er bei der Deutschen Antarktischen Expedition 1938/39 unter der Leitung des Polarforschers Alfred Ritscher.